# Crvenonogi tinamu
Crvenonožni tinamu (lat. Crypturellus erythropus) je vrsta ptice iz roda Crypturellus iz reda tinamuovki. Živi u tropima i nižim suptropima sjevera Južne Amerike. 

## Opis
Izdaleka dosta nalikuje prepelici, s kojom čak nije ni povezan, zajedno s drugim tinamuima, pripadajući podredu Palaeognathae. Dug je oko 27-32 centimetra. Gornji dijelovi su smećkasti. Prsa su sivkaste boje, a trbuh je žućkasto-smeđe boje. Noge su ružičasto-crvenkaste. 
Hrani se plodovima ili sjemenkama s tla ili niskih grmova. Također se hrani i malom količinom dijelova biljaka i manjim beskralježnjaka. Malo se zna o razmnožavanju, ali poznato je da su jaja sjajna, boje lavande, i pomalo sivkasta.

## Taksonomija
Crvenonožni tinamu ima sedam podvrsta. To su:
- Crypturellus erythropus erythropus živi u istočnoj Venecueli, Gvajani, Surinamu, i sjeveroistočnom Brazilu.
- Crypturellus erythropus cursitans živi na istoku Anda na sjeveru Kolumbije i sjeverozapadu Venecuele.
- Crypturellus erythropus spencei živi u sjevernoj Venecueli.
- Crypturellus erythropus margaritae živi na otoku Margarita.
- Crypturellus erythropus saltuarius - Magdalenski tinamu živi u sjeveroistočnoj Kolumbiji u Sierra de Ocaña.
- Crypturellus erythropus columbianus - Kolumbijski tinamu živi u tropskom području sjevera središnje Kolumbije.
- Crypturellus erythropus idoneus - Santa Marta tinamu živi u sjeveroistočnoj Kolumbiji i sjeverozapadnoj Venecueli.

## Vanjske poveznice
|  | Zajednički poslužitelj ima još gradiva o temi Crypturellus erythropus |
|  | Wikivrste imaju podatke o taksonu Crypturellus erythropus             |